# موسيقى كويتية

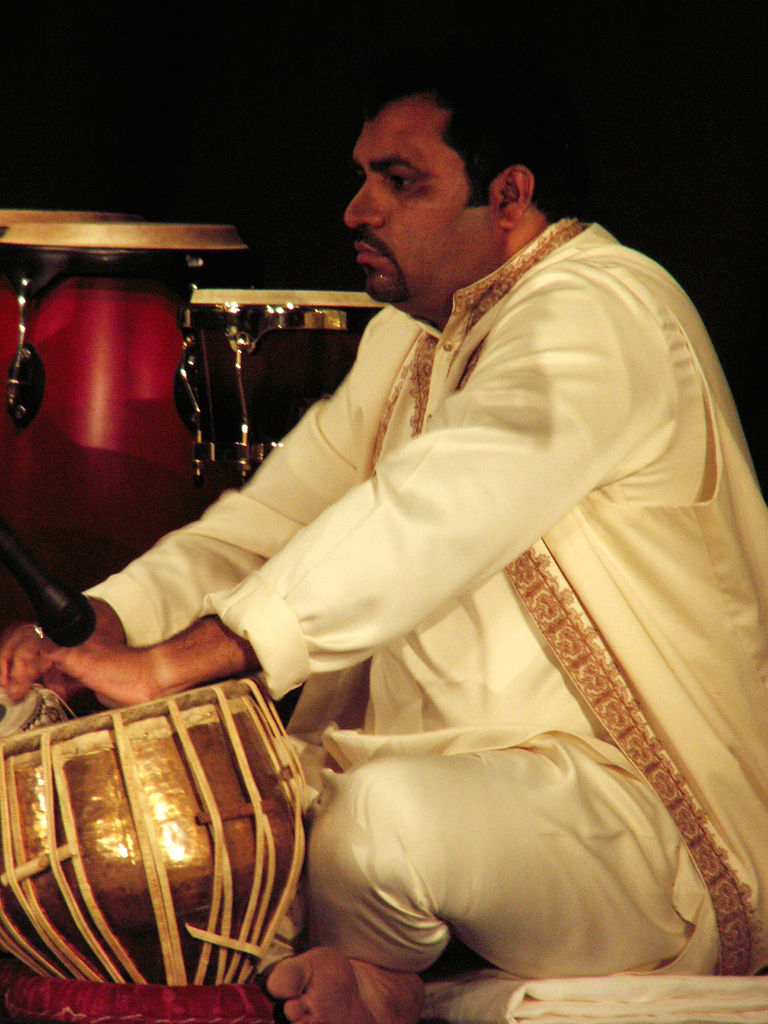
عازف الطبلة في المهرجان الدولي الثامن للموسيقى في الكويت.

في الموسيقى يعتبر فن الصوت هو ما يميز الموسيقى الكويتية. وهو غناء شعبي يصاحبه عادة العود والمرواس والتصفيق، وسواء كانت كلمات الأغنية بالفصحى أو اللهجة الشعبية، فلا بد أن يكون هناك بيتين من الشعر العربي الفصيح في آخر الأغنية يؤديان على شكل موّال. ويستخدم أداة الصك والعود على نطاق واسع في الكويت، بينما أهل البادية يستخدمون أداة الربابة، وكانت العرضة تمارس بشكل واسع بالكويت ولا زالت تمارس بأعراس الكويتيين.